# Santa Maria (Schaffhausen)

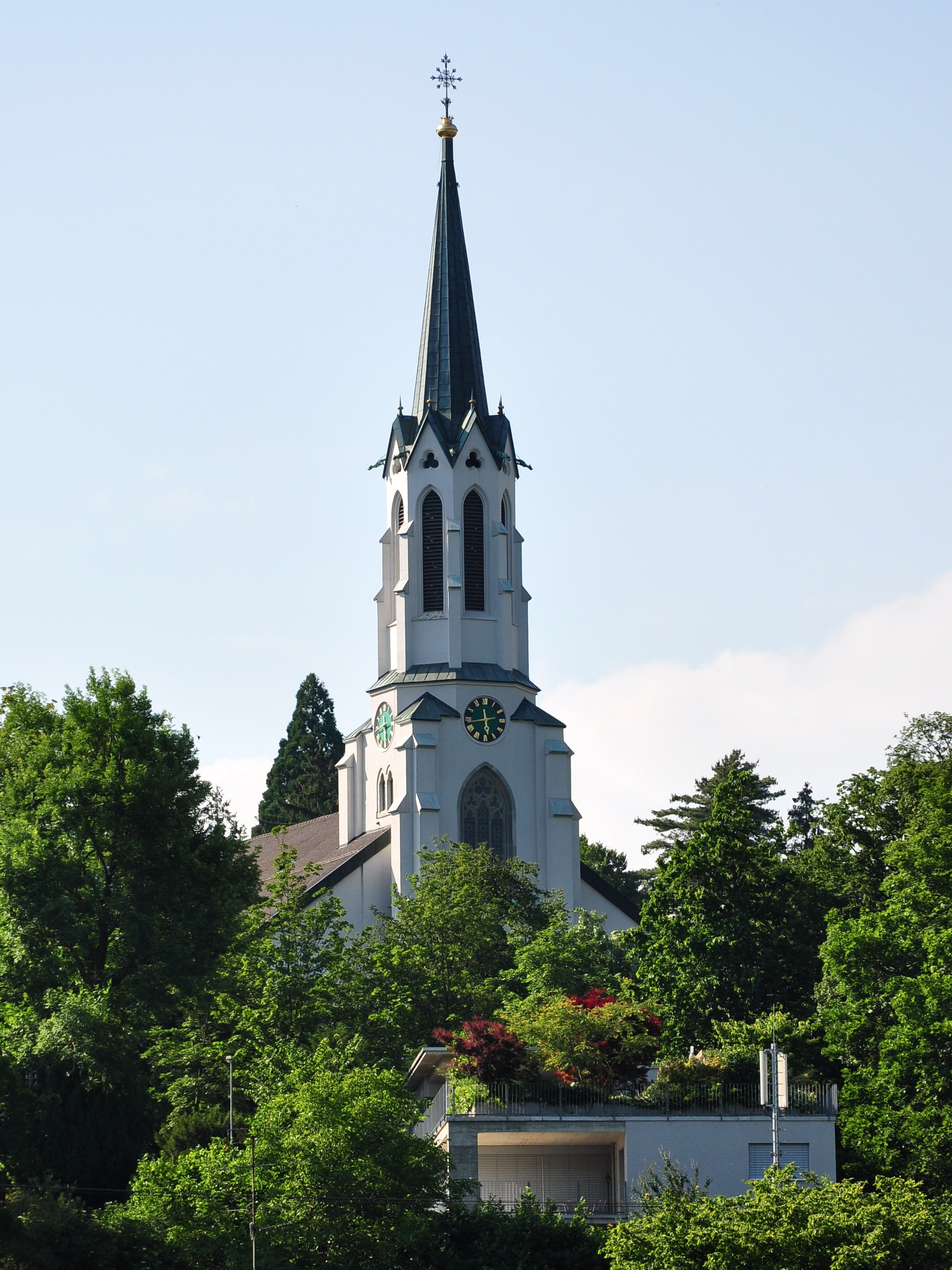
Die Kirche Santa Maria in Schaffhausen

Die Kirche Santa Maria wurde in den Jahren 1883 bis 1885 in Schaffhausen, Schweiz erbaut. Sie war die erste römisch-katholische Kirche, die nach der Reformation wieder in Schaffhausen gebaut wurde, und gehört zum Bistum Basel.

## Baugeschichte
Der damalige Stadtstaat Schaffhausen trat 1529 zur Reformation über. Danach konnte für lange Zeit keine katholische Pfarrei in Schaffhausen gegründet werden. Erst Anfang des 19. Jahrhunderts bildete sich durch Zuwanderung eine kleine katholische Diaspora. Diese durfte ab 1841 die Annakapelle beim Münster zu Allerheiligen für regelmässige katholische Gottesdienste benutzen. Die Kapelle wurde bald zu klein für die immer grösser werdende katholische Gemeinde. 1865 konnte diese für CHF 12‘000.-- neben dem 1802 angelegten Fäsenstaubpark oberhalb der Altstadt einen Bauplatz erwerben. 1882 wurde beschlossen, dort eine Kirche zu erbauen. Die Pläne stammten vom damaligen Kantonsbaumeister Johann Christoph Bahnmaier. Als Vorbild diente die neugotische Marienkirche in Stuttgart. Am 9. August 1885 wurde die Kirche dann auf «Mariae Himmelfahrt» geweiht. Seit vielen Jahrzehnten wird die Kirche und Pfarrei jedoch  im allgemeinen Sprachgebrauch Santa Maria (italienisch für „Heilige Maria“) genannt. Im Jahre 1890 baute man über den Hauptaltar einen Baldachin ein. In den Jahren 1969/70 unterzog man die Kirche einer Aussenrenovation. Dabei wurden die Zierelemente vom Turm und Langhaus entfernt. Der Innenraum wurde zwischen 1977 und 1979 neu gestaltet.

## Baubeschreibung
Bei der Kirche Santa Maria handelt es sich um eine dreischiffige, neugotische Hallenkirche mit Frontalturm. Die Eingangsfassade ist mit einer zwölfteiligen farbigen Rosette mit dem Osterlamm in der Mittelzone geschmückt. Der Innenraum ist mit sehr gut erhaltenen neugotischen Dekorationsmalereien (Marien-Motive im Chor, Passionszyklus im Längsschiff) von Joseph Balmer reich verziert.

## Orgel
Die Orgel wurde 1883 von dem Orgelbauer Johann Nepomuk Kuhn erbaut. Das Instrument hat 29 Register auf zwei Manualen und Pedal.
| I Hauptwerk C–g3 |              |       |
| 1.               | Bourdon      | 16′   |
| 2.               | Principal    | 8′    |
| 3.               | Gedeckt      | 8′    |
| 4.               | Flauto dolce | 8′    |
| 5.               | Gamba        | 8′    |
| 6.               | Salicional   | 8′    |
| 7.               | Octav        | 4′    |
| 8.               | Fugara       | 4′    |
| 9.               | Octav        | 2′    |
| 10.              | Mixtur IV-V  | 2 ⁄3′ |
| 11.              | Cornett II-V | 8′    |
| 12.              | Trompete     | 8′    |

| II Schwellwerk C–g3 |                  |     |
| 13.                 | Bourdon          | 16′ |
| 14.                 | Geigen-Principal | 8′  |
| 15.                 | Lieblich Gedeckt | 8′  |
| 16.                 | Viola            | 8′  |
| 17.                 | Wiener-Flöte     | 8′  |
| 18.                 | Aeoline          | 8′  |
| 19.                 | Vox Céleste      | 8′  |
| 20.                 | Geigen-Principal | 4′  |
| 21.                 | Travers-Flöte    | 4′  |
| 22.                 | Clarinett        | 8′  |
|                     | Tremulo          |     |

| Pedalwerk C–f1 |               |     |
| 23.            | Principalbass | 16′ |
| 24.            | Violonbass    | 16′ |
| 25.            | Subbass       | 16′ |
| 26.            | Octavbass     | 8′  |
| 27.            | Violoncello   | 8′  |
| 28.            | Posaune       | 16′ |
| 29.            | Trompete      | 8′  |

- Koppeln: II/I, I/P, II/P

## Pfarreien
Bis 1957 war die Kirche Santa Maria die einzige römisch-katholische Kirche in Schaffhausen. In diesem Jahr wurde dann die Kirche St. Peter der gleichnamigen neuen Pfarrei geweiht. 1972 folgte im Quartier Buchthalen die neue Pfarrei St. Konrad mit dem Bau des Kirchenzentrums St. Konrad. Alle drei Pfarreien bilden zusammen die „Katholische Kirchgemeinde Schaffhausen“.